# Washington Huskies football
Il college football ha una lunga tradizione all'Università di Washington. I Washington Huskies hanno vinto 15 volte la Pacific-10 Conference, sette titoli del Rose Bowl e quattro campionati nazionali riconosciuti dalla NCAA. Il record di tutti i tempi di Washington, alla stagione 2013, è di 679-423-50, posizionandosi al numero 19 per percentuale di vittorie e al numero 22 per vittorie complessive. La squadra ha stabilito due delle strisce di vittorie più lunghe della storia della federazione, inclusa la seconda della NCAA di 39 vittorie consecutive. Detiene inoltre in record di imbattibilità della Division I-A di 63 gare consecutive ed ha un totale di 12 stagioni da imbattuta, incluse sette con un record perfetto.  Washington è uno dei quattro membri fondatori della Pacific-12 Conference e uno dei due istituti la cui appartenenza non è mai stata interrotta.  Dal 1977 al 2003, Washington ha avuto 27 stagioni consecutive con record non negativi, il massimo della storia della Pac-12 e la striscia numero 14 nella Division I-A della NCAA. Gli Huskies giocano all'Husky Stadium e sono allenati da Kalen DeBoer.
Washington è celebre per avere sfornato diversi quarterback che in seguito hanno militato nella National Football League (NFL): si trova al secondo posto tra tutte le università statunitensi per partenze dei suoi quarterback da titolari come professionisti. Tutti i 19 quarterback titolari della squadra tranne due dal 1970 ad oggi hanno finito per giocare nella NFL, l'ultimo dei quali è stato Jake Locker, scelto come ottavo assoluto dai Tennessee Titans nel Draft NFL 2011.

## Allenatori
| Anni            | Allenatore         | Record   | Record nei Bowl game |
| --------------- | ------------------ | -------- | -------------------- |
| 1889-1890       | Nessuno            | 0-1-1    |                      |
| 1892-1893       | W.B. Goodwin       | 2-4-1    |                      |
| 1894            | Charles Cobb       | 1-1-1    |                      |
| 1895-1896, 1898 | Ralph Nichols      | 7-4-1    |                      |
| 1897            | Carl L. Clemans    | 1-2      |                      |
| 1899            | A.S. Jeffs         | 4-1-1    |                      |
| 1900            | J.S. Dodge         | 1-2-2    |                      |
| 1901            | Jack Wright        | 3-3      |                      |
| 1902-1904       | James Knight       | 15-4-1   |                      |
| 1905            | Oliver Cutts       | 4-2-2    |                      |
| 1906-1907       | Victor Place       | 8-5-6    |                      |
| 1908-1916       | Gil Dobie*         | 58-0-3   |                      |
| 1917, 1919      | Claude J. Hunt     | 6-3-1    |                      |
| 1918            | Tony Savage        | 1-1      |                      |
| 1920            | Stub Allison       | 1-5      |                      |
| 1921-1929       | Enoch Bagshaw      | 63-22-6  | 0-1-1                |
| 1930-1941       | James Phelan*      | 65-37-8  | 1-1                  |
| 1942-1947       | Ralph Welch        | 27-20-3  | 0-1                  |
| 1948-1952       | Howard Odell       | 23-25-2  |                      |
| 1953-1955       | John Cherberg      | 10-18-2  |                      |
| 1956            | Darrell Royal*     | 5-5      |                      |
| 1957-1974       | Jim Owens          | 99-82-6  | 2-1                  |
| 1975-1992       | Don James*         | 153-57-2 | 10-4                 |
| 1993-1998       | Jim Lambright      | 44-25-1  | 1-3                  |
| 1999-2002       | Rick Neuheisel     | 33-16    | 1-3                  |
| 2003-2004       | Keith Gilbertson   | 7-16     |                      |
| 2005-2008       | Tyrone Willingham  | 11-37    |                      |
| 2009-2013       | Steve Sarkisian    | 34-29    | 1-2                  |
| 2013 (Interim)  | Marques Tuiasosopo | 1-0      | 1-0                  |
| 2014-2019       | Chris Petersen     | 55-26    | 2-4                  |
| 2020-2021       | Jimmy Lake         | 7-6      | 0-0                  |
| 2021 (Interim)  | Bob Gregory        | 0-3      | 0-0                  |
| 2022-           | Kalen DeBoer       | 11-2     | 1-0                  |

*Membro della College Football Hall of Fame

## Record contro gli avversari della Pac-10

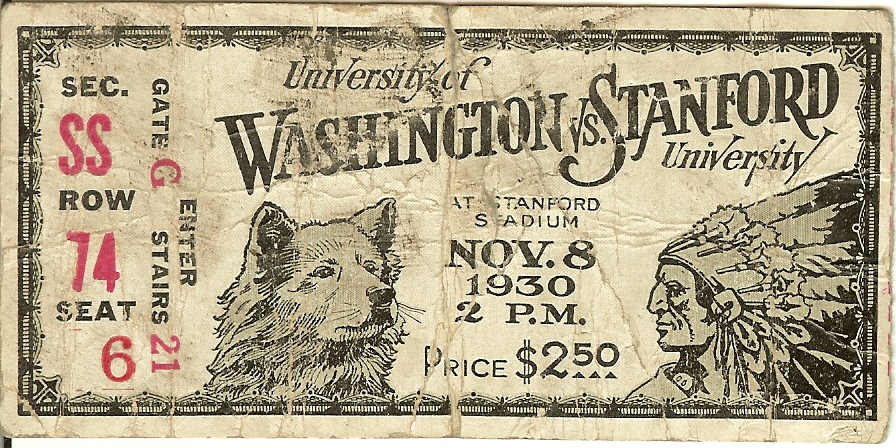
Un biglietto del 1930 per una gara tra Washington e Standord.

| Scuola           | Record UW    | Striscia | 1º incontro |
| ---------------- | ------------ | -------- | ----------- |
| Arizona          | UW 19-10-1   | Vinta 1  | 1978        |
| Arizona State    | ASU 15-16    | Persa 8  | 1975        |
| California       | UW 51-38-4   | Vinte 4  | 1904        |
| Colorado         | UW 7-5-1     | Vinte 4  | 1915        |
| Oregon           | UW 58-43-5   | Perse 10 | 1900        |
| Oregon State     | UW 60-34-4   | Vinte 2  | 1897        |
| USC              | USC 28-51-4  | Perse 2  | 1923        |
| Stanford         | UW 41-39-4   | Persa 1  | 1893        |
| UCLA             | UCLA 30-39-2 | Persa 1  | 1932        |
| Utah             | UW 8-0       | Vinte 8  | 1931        |
| Washington State | UW 68-32-6   | Vinta 1  | 1900        |

## Titoli nazionali
| Anno             | Allenatore       | Selettore                                                             | Record | Bowl Game   |
| ---------------- | ---------------- | --------------------------------------------------------------------- | ------ | ----------- |
| 1910             | Gil Dobie        | Bill Libby                                                            | 6-0    |             |
| 1960             | Jim Owens        | Helms                                                                 | 10-1   | Rose Bowl   |
| 1984             | Don James        | B(QPRS), FN, NCF                                                      | 11-1   | Orange Bowl |
| 1990             | Don James        | R(FACT)                                                               | 10-2   | Rose Bowl   |
| 1991             | Don James        | B(QPRS), DeS, DuS, FN, FWAA, MGR, NCF, R(FACT), SR, UPI/NFF, USAT/CNN | 12-0   | Rose Bowl   |
| Titoli nazionali | Titoli nazionali | Titoli nazionali                                                      | 5      | 5           |

## Giocatori celebri
- Mario Bailey
- Blair Bush
- Donald Butler
- Dennis Brown
- Mark Bruener
- Mark Brunell
- Chris Chandler
- Corey Dillon
- Steve Emtman
- D'Marco Farr
- Mason Foster
- Nesby Glasgow
- Dashon Goldson
- Don Heinrich
- Billy Joe Hobert
- Ron Holmes

- Brock Huard
- Damon Huard
- Michael Jackson
- Jeff Jaeger
- Napoleon Kaufman
- Jermaine Kearse
- Lincoln Kennedy
- Olin Kreutz
- Greg Lewis
- Jake Locker
- Hugh McElhenny
- Joe McHale
- Lawyer Milloy
- Warren Moon
- Chuck Nelson
- Benji Olson

- Tony Parrish
- Michael Penix Jr.
- Cody Pickett
- Chris Polk
- Rick Redman
- David Richie
- Reggie Rogers
- Bob Sapp
- Bob Schloredt
- Sonny Sixkiller
- Jerramy Stevens
- Daniel Te'o-Nesheim
- Marques Tuiasosopo
- Arnie Weinmeister
- Reggie Williams

## Finalisti dell'Heisman Trophy

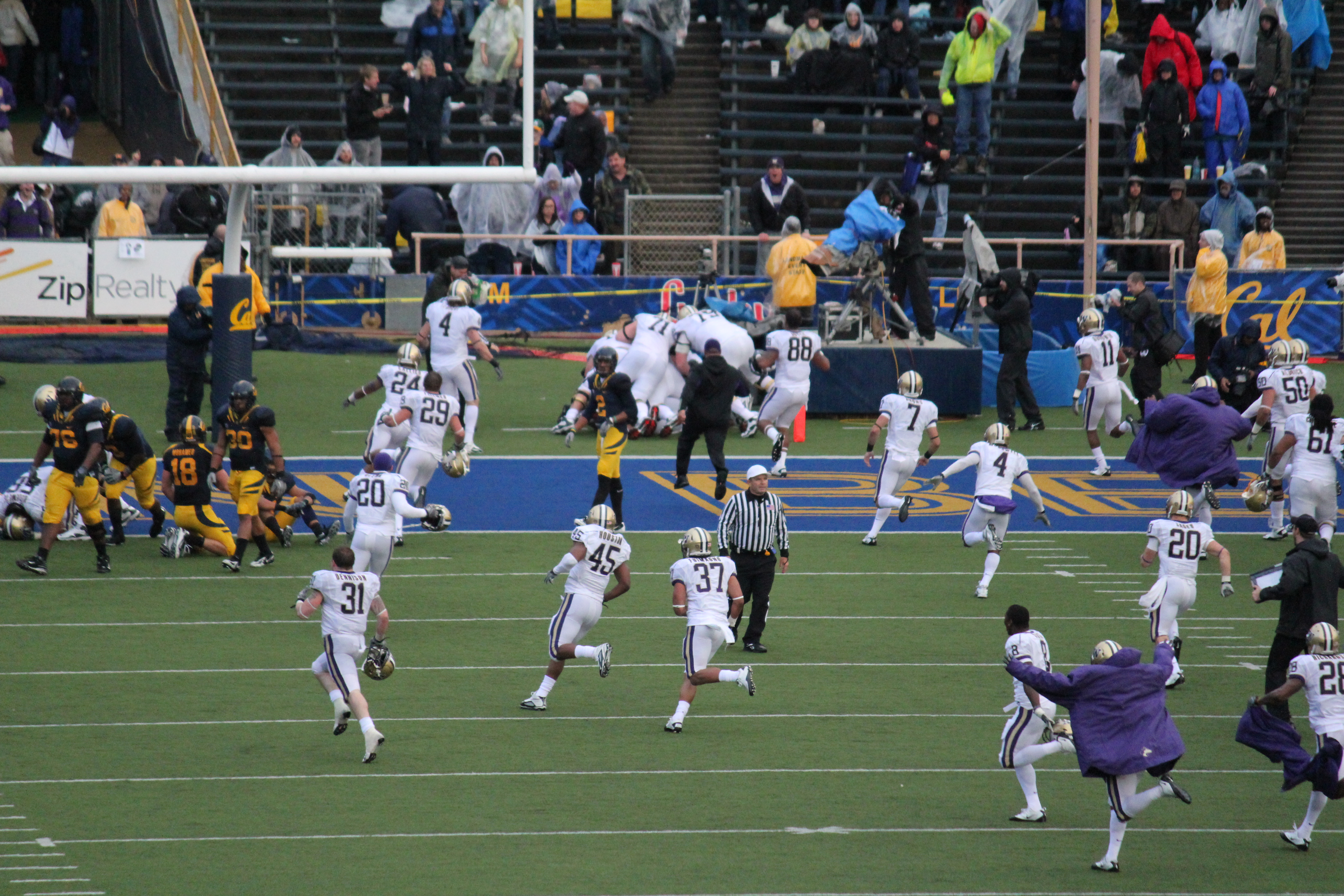
Una gara del 2010 tra Washington e Cal

Giocatori degli Huskies terminati nella top ten delle votazioni dell'Heisman Trophy:
| Anno | Squadra            | Posizione |
| ---- | ------------------ | --------- |
| 1951 | Hugh McElhenny     | 8º        |
| 1952 | Don Heinrich       | 9º        |
| 1990 | Greg Lewis         | 7º        |
| 1991 | Steve Emtman       | 4º        |
| 1994 | Napoleon Kaufman   | 9º        |
| 2000 | Marques Tuiasosopo | 8º        |
| 2023 | Michael Penix Jr.  | 2º        |

## Hall of Famer

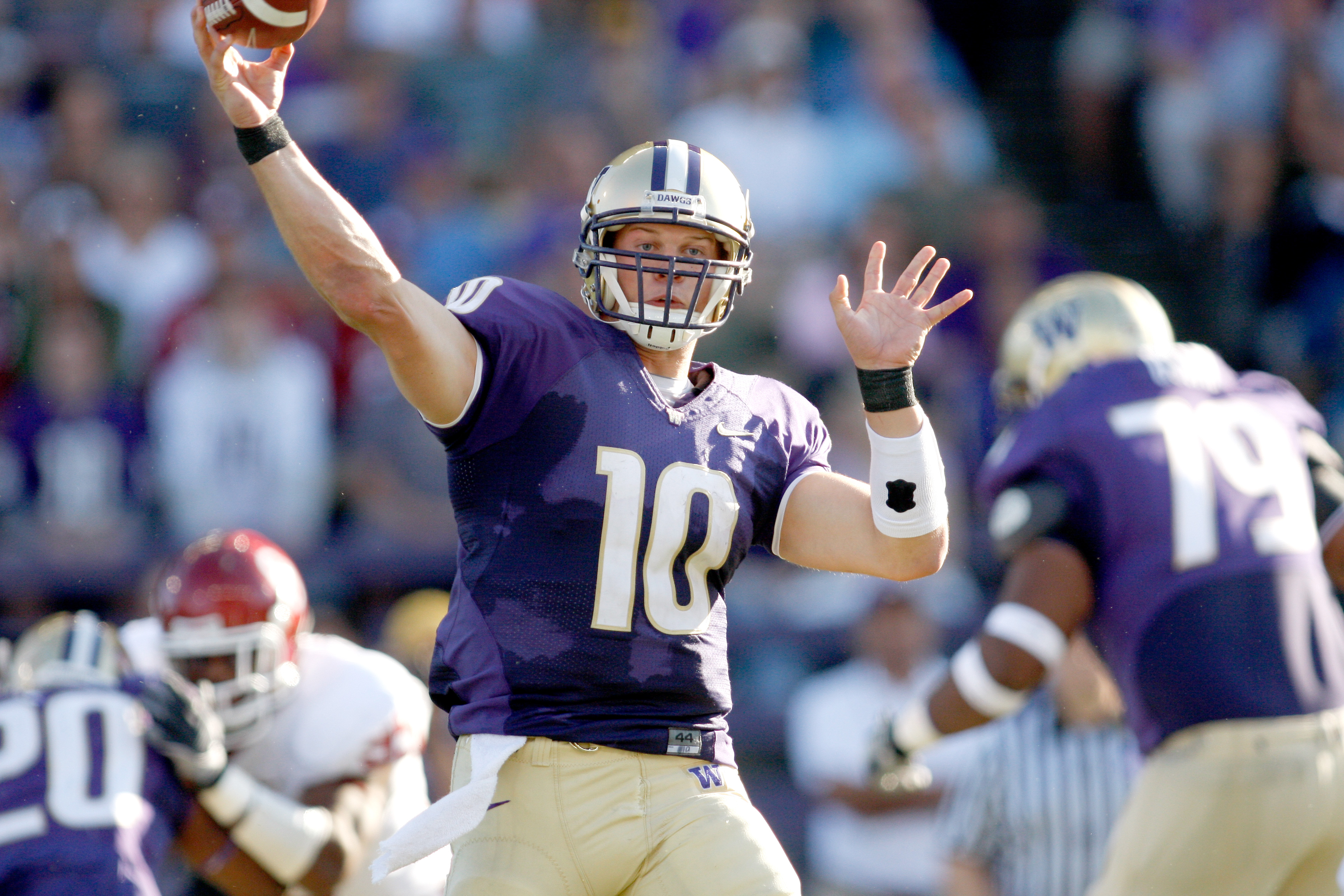
Il quarterback Jake Locker.

### College Football Hall of Fame
14 membri degli Huskies sono stati inseriti nella College Football Hall of Fame:
| Nome           | Ruolo                | Anni            | Induzione |
| -------------- | -------------------- | --------------- | --------- |
| Gil Dobie      | Coach                | 1908-1916       | 1951      |
| George Wilson  | Halfback             | 1923-1925       | 1951      |
| Chuck Carroll  | Halfback             | 1926-1928       | 1964      |
| Paul Schwegler | Tackle               | 1929-1931       | 1967      |
| James Phelan   | Allenatore           | 1930-1941       | 1973      |
| Vic Markov     | Tackle               | 1935-1937       | 1976      |
| Hugh McElhenny | Halfback             | 1949-1951       | 1981      |
| Darrell Royal  | Coach                | 1956            | 1983      |
| Don Heinrich   | Quarterback          | 1949-1950, 1952 | 1987      |
| Bob Schloredt  | Quarterback          | 1958-1960       | 1989      |
| Max Starcevich | Guardia              | 1934-1936       | 1990      |
| Rick Redman    | Guardia / Linebacker | 1962-1964       | 1995      |
| Don James      | Allenatore           | 1975-1992       | 1997      |
| Steve Emtman   | Defensive Tackle     | 1989-1991       | 2006      |

### Pro Football Hall of Fame

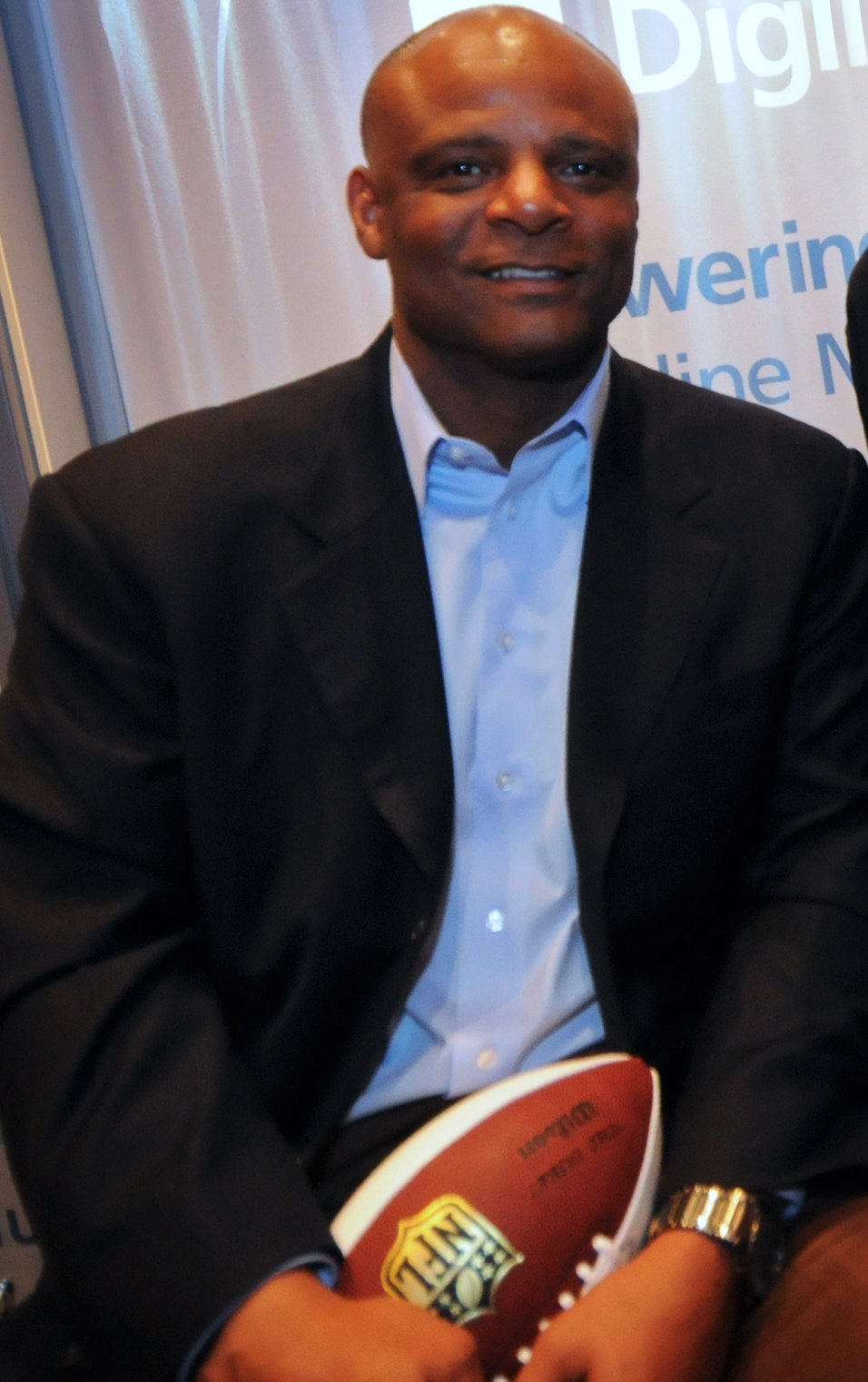
L'Hall of Famer Warren Moon.

Tre ex giocatori di Washington sono stati inseriti nella Pro Football Hall of Fame:
| Nome              | Ruolo            | Anni            | Induzione |
| ----------------- | ---------------- | --------------- | --------- |
| Hugh McElhenny    | Halfback         | 1949-1951       | 1970      |
| Arnie Weinmeister | Defensive Tackle | 1942, 1946-1947 | 1984      |
| Warren Moon       | Quarterback      | 1975-1977       | 2006      |

### Canadian Football Hall of Fame
Al 2016, Warren Moon è l'unico giocatore ad essere stato indotto sia nella Canadian Football Hall of Fame che nella Pro Football Hall of Fame.
| Nome        | Ruolo       | Anni      | Induzione |
| ----------- | ----------- | --------- | --------- |
| Warren Moon | Quarterback | 1975-1977 | 2001      |